# Distrito electoral de Fife Oeste
Fife Oeste fue una circunscripción parlamentaria representada en la Cámara de los Comunes del Parlamento del Reino Unido desde 1885 hasta 1974. Junto con Fife Este, se formó dividiendo el antiguo distrito electoral de Fife.
Willie Gallacher, del Partido Comunista de Gran Bretaña, es conocido por ser el miembro del Parlamento con mayor antigüedad (de 1935 a 1950) y el último diputado en el Parlamento del partido.

## Bordes
1950–1974: Los Burghs de Culross, Leslie y Markinch; los distritos de Dunfermline, Kirkcaldy y Lochgelly; y parte del distrito de Wemyss.

## Miembros del Parlamento
| Representante              | Representante | Representante                    | Partido   | Inicio del mandato      | Fin del mandato                                       | Elecciones                              |
| -------------------------- | ------------- | -------------------------------- | --------- | ----------------------- | ----------------------------------------------------- | --------------------------------------- |
|                            |               | Robert Preston Bruce (1851-1893) | Liberal   | 1 de febrero de 1886    | 21 de junio de 1889 (3 años, 4 meses y 20 días)       | Elegido en 1885                         |
| Reelegido en 1886          |               | Robert Preston Bruce (1851-1893) | Liberal   | 1 de febrero de 1886    | 21 de junio de 1889 (3 años, 4 meses y 20 días)       |                                         |
|                            |               | Augustine Birrell (1850-1933)    | Liberal   | Julio de 1889           | 26 de septiembre de 1900 (11 años, 2 meses y 21 días) | Elegido en elecciones parciales de 1889 |
| Reelegido en 1892          |               | Augustine Birrell (1850-1933)    | Liberal   | Julio de 1889           | 26 de septiembre de 1900 (11 años, 2 meses y 21 días) |                                         |
| Reelegido en 1895          |               | Augustine Birrell (1850-1933)    | Liberal   | Julio de 1889           | 26 de septiembre de 1900 (11 años, 2 meses y 21 días) |                                         |
|                            |               | John Deans Hope (1860-1949)      | Liberal   | 24 de octubre de 1900   | 3 de diciembre de 1910 (10 años, 1 mes y 10 días)     | Elegido en 1900                         |
| Reelegido en 1906          |               | John Deans Hope (1860-1949)      | Liberal   | 24 de octubre de 1900   | 3 de diciembre de 1910 (10 años, 1 mes y 10 días)     |                                         |
| Reelegido en enero de 1910 |               | John Deans Hope (1860-1949)      | Liberal   | 24 de octubre de 1900   | 3 de diciembre de 1910 (10 años, 1 mes y 10 días)     |                                         |
|                            |               | William Adamson (1863-1936)      | Laborista | 19 de diciembre de 1910 | 27 de octubre de 1931 (20 años, 10 meses y 8 días)    | Elegido en diciembre de 1910            |
| Reelegido en 1918          |               | William Adamson (1863-1936)      | Laborista | 19 de diciembre de 1910 | 27 de octubre de 1931 (20 años, 10 meses y 8 días)    |                                         |
| Reelegido en 1922          |               | William Adamson (1863-1936)      | Laborista | 19 de diciembre de 1910 | 27 de octubre de 1931 (20 años, 10 meses y 8 días)    |                                         |
| Reelegido en 1923          |               | William Adamson (1863-1936)      | Laborista | 19 de diciembre de 1910 | 27 de octubre de 1931 (20 años, 10 meses y 8 días)    |                                         |
| Reelegido en 1924          |               | William Adamson (1863-1936)      | Laborista | 19 de diciembre de 1910 | 27 de octubre de 1931 (20 años, 10 meses y 8 días)    |                                         |
| Reelegido en 1929          |               | William Adamson (1863-1936)      | Laborista | 19 de diciembre de 1910 | 27 de octubre de 1931 (20 años, 10 meses y 8 días)    |                                         |
|                            |               | Charles Milne (1879-1960)        | Unionista | 27 de octubre de 1931   | 14 de noviembre de 1935 (4 años y 18 días)            | Elegido en 1931                         |
|                            |               | Willie Gallacher (1881-1965)     | Comunista | 14 de noviembre de 1935 | 23 de febrero de 1950 (14 años, 3 meses y 9 días)     | Elegido en 1935                         |
| Reelegido en 1945          |               | Willie Gallacher (1881-1965)     | Comunista | 14 de noviembre de 1935 | 23 de febrero de 1950 (14 años, 3 meses y 9 días)     |                                         |
|                            |               | Willie Hamilton (1917-2000)      | Laborista | 23 de febrero de 1950   | 12 de marzo de 1974 (24 años y 17 días)               | Elegido en 1950                         |
| Reelegido en 1951          |               | Willie Hamilton (1917-2000)      | Laborista | 23 de febrero de 1950   | 12 de marzo de 1974 (24 años y 17 días)               |                                         |
| Reelegido en 1955          |               | Willie Hamilton (1917-2000)      | Laborista | 23 de febrero de 1950   | 12 de marzo de 1974 (24 años y 17 días)               |                                         |
| Reelegida en 1959          |               | Willie Hamilton (1917-2000)      | Laborista | 23 de febrero de 1950   | 12 de marzo de 1974 (24 años y 17 días)               |                                         |
| Reelegida en 1964          |               | Willie Hamilton (1917-2000)      | Laborista | 23 de febrero de 1950   | 12 de marzo de 1974 (24 años y 17 días)               |                                         |
| Reelegida en 1966          |               | Willie Hamilton (1917-2000)      | Laborista | 23 de febrero de 1950   | 12 de marzo de 1974 (24 años y 17 días)               |                                         |
| Reelegida en 1970          |               | Willie Hamilton (1917-2000)      | Laborista | 23 de febrero de 1950   | 12 de marzo de 1974 (24 años y 17 días)               |                                         |

## Elecciones

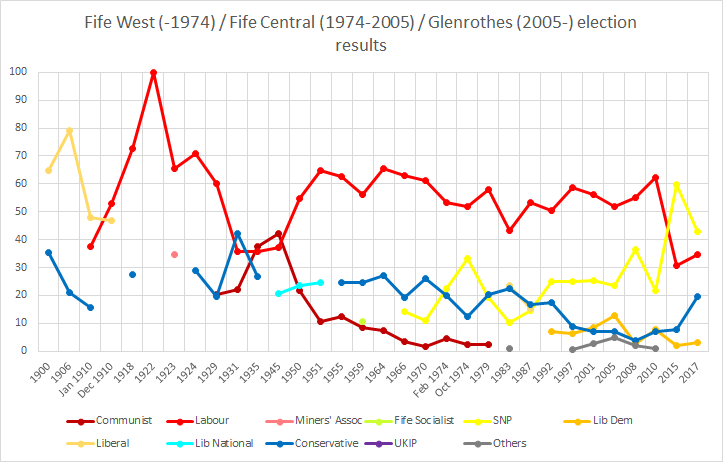
Resultados de las elecciones en Fife West

### Elecciones en la década de 1880
| Candidato              | Candidato              | Candidato              | Partido/Coalición      | Votos         | Porcentaje     |
| ---------------------- | ---------------------- | ---------------------- | ---------------------- | ------------- | -------------- |
| Robert Preston Bruce   |                        | Robert Preston Bruce   | Liberal                | Sin oposición | \| \| 100 % \| |
| Total de votos válidos | Total de votos válidos | Total de votos válidos | Total de votos válidos |               | —              |
| Ganancia Liberal       |                        |                        |                        |               |                |
| [ 2 ]                  |                        |                        |                        |               |                |
|                        | 100 %                  |                        |                        |               |                |

| Candidato              | Candidato              | Candidato              | Partido/Coalición      | Votos         | Porcentaje     |
| ---------------------- | ---------------------- | ---------------------- | ---------------------- | ------------- | -------------- |
| Robert Preston Bruce   |                        | Robert Preston Bruce   | Liberal                | Sin oposición | \| \| 100 % \| |
| Total de votos válidos | Total de votos válidos | Total de votos válidos | Total de votos válidos |               | —              |
| Control Liberal        |                        |                        |                        |               |                |
| [ 3 ]                  |                        |                        |                        |               |                |
|                        | 100 %                  |                        |                        |               |                |

Robert Preston Bruce dimitió, lo que provocó una elección parcial.
|  | 56.29 % |

|  | 43.71 % |

|  | 100 % |

|  | 71.60 % |

|  | 28.40 % |

### Elecciones en la década de 1920
| Candidato              | Candidato              | Candidato              | Partido/Coalición      | Votos         | Porcentaje     |
| ---------------------- | ---------------------- | ---------------------- | ---------------------- | ------------- | -------------- |
| William Adamson        |                        | William Adamson        | Laborista              | Sin oposición | \| \| 100 % \| |
| Total de votos válidos | Total de votos válidos | Total de votos válidos | Total de votos válidos |               | —              |
| Control Laborista      |                        |                        |                        |               |                |
| [ 4 ]                  |                        |                        |                        |               |                |
|                        | 100 %                  |                        |                        |               |                |

### Elecciones en la década de 1930
|  | 42.04 % |

|  | 35.84 % |

|  | 22.12 % |

|  | 100 % |

|  | 71.40 % |

|  | 28.60 % |

|  | 37.40 % |

|  | 35.75 % |

|  | 26.85 % |

|  | 100 % |

|  | 77.80 % |

|  | 22.20 % |

### Elecciones en la década de 1940
|  | 42.18 % |

|  | 37.26 % |

|  | 20.56 % |

|  | 100 % |

|  | 75.40 % |

|  | 24.60 % |